# Maromas
 Maromas ist ein Album von Ingrid Laubrock und Cecilia Lopez. Die im April 2022 im Studio Big Orange Sheep, Brooklyn,
entstandenen Aufnahmen erschienen am 10. November 2023 auf Relative Pitch Records.

## Hintergrund
Maromas ist die Debütaufnahme des in New York ansässigen Duos aus der aus Deutschland stammenden Saxophonistin Ingrid Laubrock und der in Argentinien geborenen Multimedia-Künstlerin und Elektronik-Spielerin Cecilia Lopez, die auch die Abmischungen für dieses Album realisiert hat.

## Titelliste
- Cecilia Lopez & Ingrid Laubrock: Maromas (Relative Pitch Records)[2]

1. I Don’t See It 2:42
2. Cuerda Floja 6:22
3. Cata’s Dream 7:18
4. A la Vuelta de Greenwich 2:31
5. Fabulaciones 5:47
6. Luna Maromera 4:49
7. Hatchet 4:02
8. Bala Perdida 6:19
9. Don’t Believe It 4:35
10. Sentient Pipes 3:02

Die Kompositionen stammen von Ingrid Laubrock und Cecilia Lopez.

## Rezeption
„Maromas“ bezieht sich auf die Ausführung von Tricks, Zauberkünsten oder akrobatischen Stunts wie das Gehen auf einem Seil, und dieser treffende Titel würde die Essenz dieser herausfordernden Begegnung einfangen, schrieb Eyal Hareuveni (Salt Peanuts). Laubrock und Lopez seien Improvisatorinnen, die ihre eigenen persönlichen Kompositionswerkzeuge und -ideen entwickelt haben, die oft auf erweiterten Techniken und unkonventioneller Notation basieren. Es gebe hier ein ständiges Spiel mit Form und Struktur sowie eine Erkundung von Klängen, wie Laubrock versuche, kurze melodische Fäden anzudeuten und Lopez diese Fäden sofort in rohe und laute Klangereignisse umwandle, oder wie Laubrock Lopez’ ruhelose, fremde Ausbrüche in lockere Melodien überführe.
Die zehn improvisierten Duette würden einen düsteren und harschen, oft aber auch verspielten und akrobatischen Tanz in Pirouetten bieten, mit viel Erfindungsreichtum und Fantasie. Man habe das Gefühl, dass Lopez und Laubrock zu einer zweiköpfigen Klangeinheit verschmolzen sind, die die Klänge der Instrumente manchmal bis zum Verschwinden verfremde.